# اوچ‌تپه (گوی‌گول)
اوچ‌تپه (به لاتین: Üçtəpə) یک منطقه مسکونی در جمهوری آذربایجان است که در شهرستان گوی‌گول واقع شده است. اوچ‌تپه ۲۵۳۵ نفر جمعیت دارد.